# Tylophora uncinata
Tylophora uncinata är en oleanderväxtart som beskrevs av Michael George Gilbert och P. T. Li. Tylophora uncinata ingår i släktet Tylophora och familjen oleanderväxter. Inga underarter finns listade i Catalogue of Life.